# HTC
Pour les articles homonymes, voir HTC (homonymie).
HTC Corporation (chinois traditionnel : 宏達國際電子股份有限公司), anciennement High Tech Computer Corporation, est un fabricant taïwanais de smartphones destinés au départ à la plate-forme Windows Mobile de Microsoft et depuis 2008, à Android, le système d'exploitation open-source de Google en plus de Windows Phone, ainsi que le casque de réalité virtuelle HTC Vive.

## Histoire

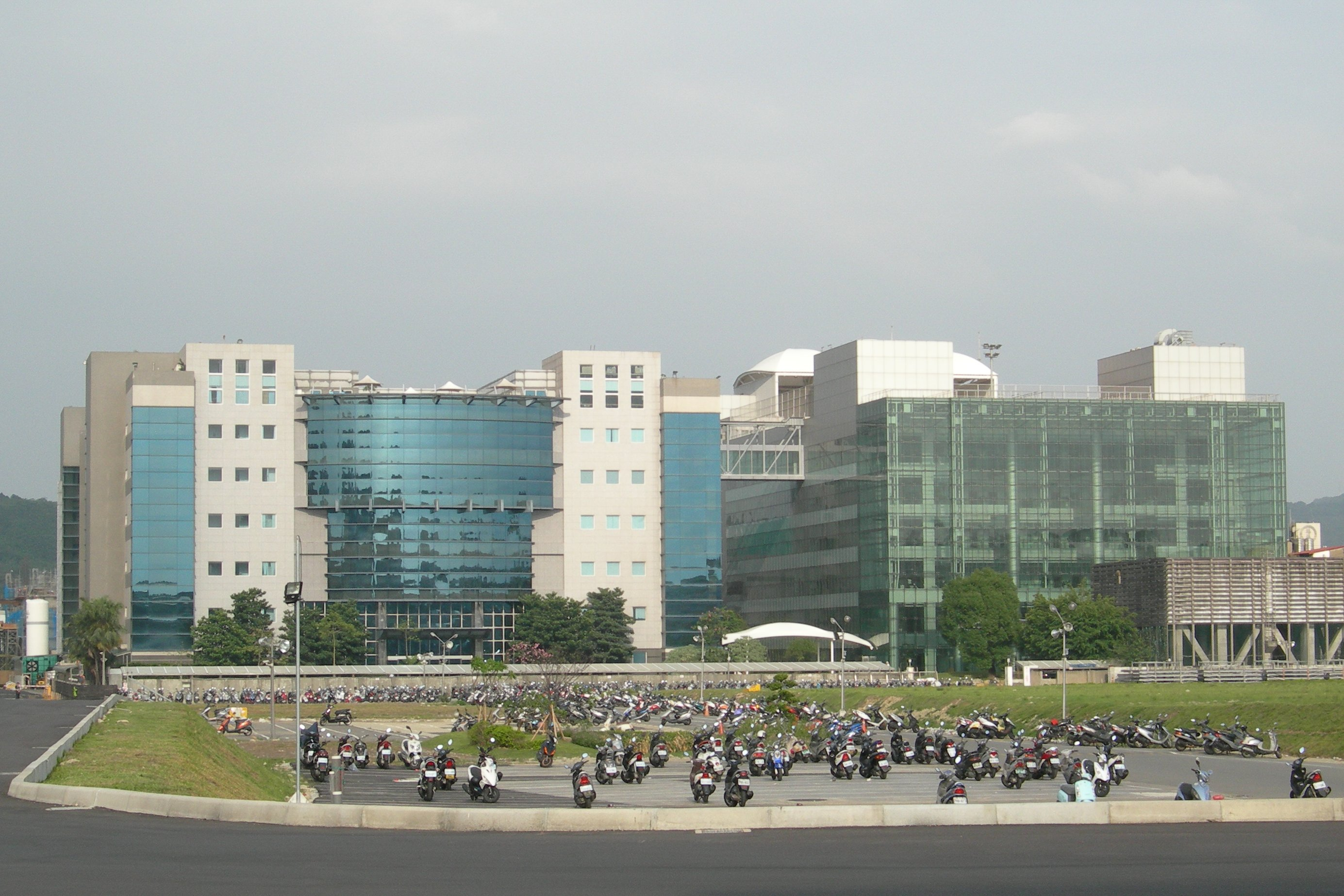
Le siège de l'entreprise à Taoyuan.

La société a été fondée le 15 mai 1997 par Cher Wang et Peter Chou. À l'époque, elle se contentait uniquement de distribuer sous d'autres marques dans le cadre de licences OEM (Original Equipment Manufacturer) ou ODM (Original Design Manufacturer). Il est membre de l’Open Handset Alliance dont le but est de développer des normes ouvertes pour les appareils de téléphonie mobile. Après le rachat des marques Qtek et Dopod, il a pris la décision de commercialiser ses appareils sous son propre nom.
HTC a connu une très forte croissance après avoir été choisi par Microsoft comme partenaire pour le développement du système d'exploitation Windows Mobile (basé sur Windows CE), puis, après avoir adopté le système d'exploitation Google Android sur une partie de sa gamme de smartphones.
En 2005, ses ventes ont augmenté de 102 % par rapport à l'année précédente. En 2006, il a été classé troisième plus forte croissance des entreprises technologiques selon le Info Tech 100 de BusinessWeek. En 2009, HTC est devenu le quatrième constructeur mondial avec 5,4 % des parts de marché selon Gartner. En août 2015, HTC annonce la suppression de 2 250 postes soit près de 15 % de sa masse salariale, après des résultats décevants.
En 2017, HTC vend une partie de ses activités notamment concernant ses téléphones Pixel et certaines de ses licences et droits à Google pour 1,1 milliard de dollars.
Depuis juillet 2018, HTC s'est associé à Animoca. Cela inclut le développement de produits et la collaboration dans les domaines des jeux, de la blockchain, de l'intelligence artificielle, de l'apprentissage automatique, de la réalité augmentée et de la réalité virtuelle.

## Relations avec Microsoft et Google
HTC a été choisi en 2005 par Microsoft comme partenaire pour le développement de Windows Mobile et a, depuis cette date, proposé de nombreux téléphones utilisant ce système d'exploitation. Depuis l'arrivée de Windows Phone 7 et ensuite Windows Phone 8 HTC a continué dans cette direction en développant des smartphones exploitant ces deux systèmes d'exploitation.
HTC est aussi un partenaire de Google depuis la création du système d'exploitation Android. HTC a été choisi par Google pour construire, en 2010, le Google Nexus One. HTC a créé également le premier téléphone Android du monde : le HTC G1 ou HTC dream en 2008.

## Produits

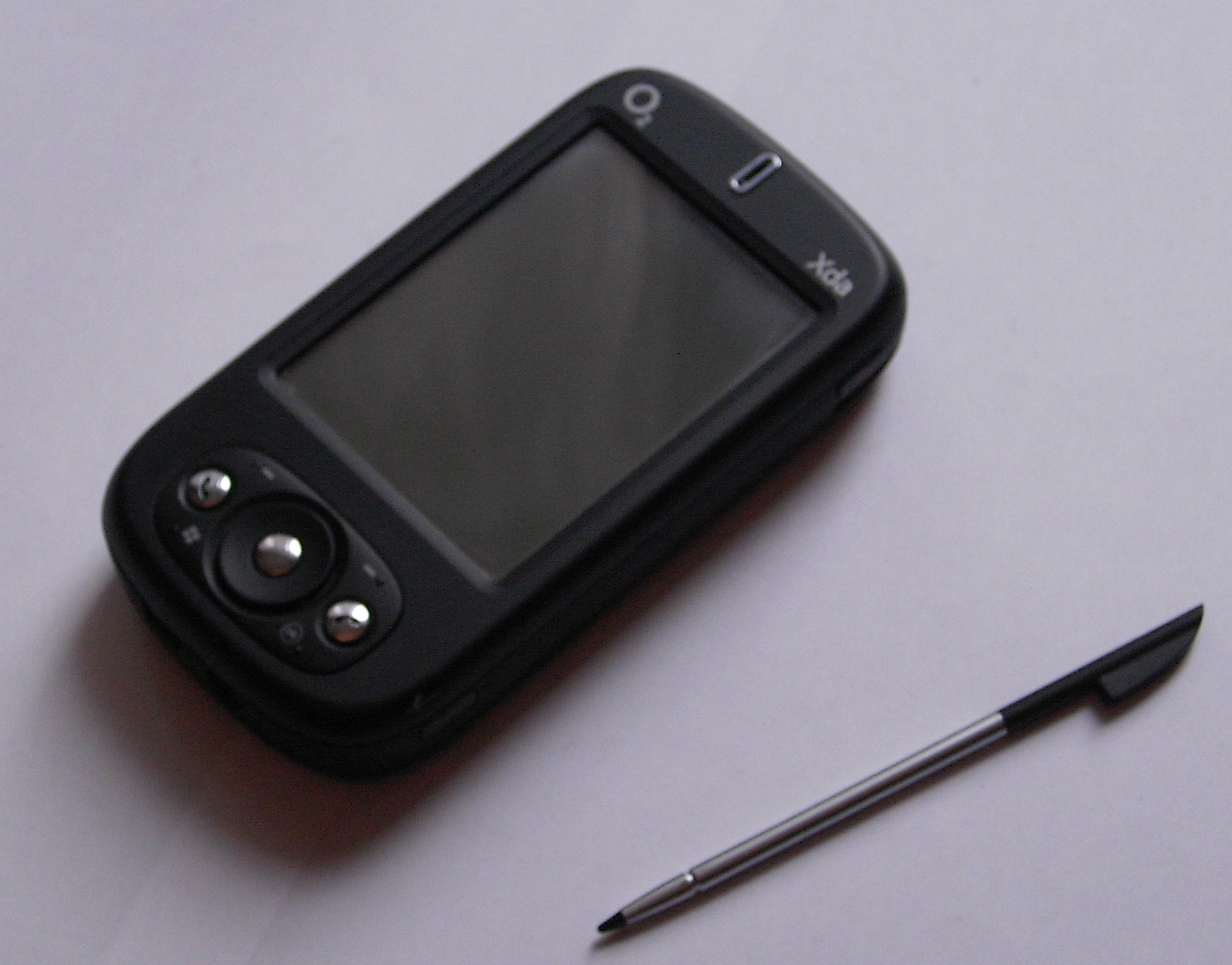
HTC Prophet, vendu sous le nom O_{2} Xda Neo (printemps 2006).

Les produits de HTC sont vendus sous différents logos — HTC, Dopod (filiale) et Qtek — qui sont souvent renommés par les compagnies de télécommunication majeures telles que Orange, T-Mobile, Verizon Wireless, Sprint Nextel, Vodafone, Google, Cingular (AT&T), Bell Mobilité et Telus.
Toutefois, depuis quelques années, HTC vend ses téléphones essentiellement sous sa propre marque : HTC. Cette entreprise s'est surtout spécialisée dans la fabrication de smartphones. Sa stratégie se base sur l'intégration de deux systèmes d'exploitations dans les téléphones portables de la marque : Windows Phone 8 et Google Android.
HTC ajoute généralement une sur-couche logicielle, développée en interne, aux interfaces proposées par Microsoft ou Google. L'interface HTC Sense a ainsi été introduite dans tous les smartphones de la marque à partir de l'année 2009. Depuis l'arrivée de Windows Phone 7, HTC incorpore uniquement HTC Sense sur ses téléphones sous Android. Windows Phone se voulant sans surcouche, les idées principales de l'interface HTC Sense ont été ajoutées dans l'application « HTC Hub ».
Ces interfaces ont pour but d'améliorer l'expérience utilisateur. HTC Sense a d'ailleurs, d'une manière générale, été saluée par la critique lors de sa mise sur le marché avec le HTC Hero.
Depuis 2009, HTC a aussi réalisé de l'électronique embarqué avec Luxgen, un constructeur automobile taïwanais. Cette intégration se basait sur une version modifiée du système d'exploitation Android développé spécialement pour l'automobile.
2017, les smartphones HTC U11 et HTC U11+ sortent en France.

## Fabrication sous contrat
HTC a fabriqué divers smartphones pour d'autres marques, y compris Palm, Fujitsu-Siemens, Hewlett Packard, Google, et Sony Ericsson.

## Ventes et prévisions
En octobre 2010, certains analystes affirment penser qu'HTC pourrait vendre jusqu'à 40 millions de smartphones en 2011.
Au premier trimestre 2011, les ventes de HTC ont atteint 9,7 millions d'unités, en augmentation de 192 % par rapport à 2010

Au troisième trimestre 2011, HTC signe un chiffre record grâce à 13,2 millions de smartphones vendus. Dans la foulée, HTC devient le vendeur numéro 1 de smartphones aux États-Unis avec 5,7 millions de smartphones vendus, juste devant Samsung (4,9 millions) et Apple (4,6 millions).

## Identité Visuelle

Logotype de HTC.
Logotype de HTC.
Logotype de Dopod.